# Totentempel des Sesostris II.
Der Totentempel des Sesostris II. (Sechem-Sesostris) liegt im Pyramidenkomplex der Sesostris-II.-Pyramide unweit von al-Lahun, wobei sich der Name Sechem-Sesostris auf den Taltempel und den angrenzenden Stadtteil von al-Lahun bezog. Nach seinem Tod wurde der Name des Totentempels auf „Sechem-Sesostris-maa-cheru“ erweitert.
Der Aufweg zur Sesostris-II.-Pyramide wurde bis heute nicht erforscht. Man kennt zwar die Lage des Totentempels im Tal, jedoch nicht dessen Grundriss. Der Tempel ist wahrscheinlich schon in der Antike vollkommen durch Steinraub abgetragen worden. Der Entdecker Flinders Petrie nannte den Ort al-Lahun „Kahun“, doch beruht diese Bezeichnung auf einem Hörfehler Petries, der „Kahun“ verstand. In der neueren Forschung setzte sich deshalb die Bezeichnung al-Lahun für diese Region durch.

## Papyri-Funde
Unter dem Namen „Kahun“ wurden zahlreiche Papyri aufgefunden, weshalb die beispielsweise von Ludwig Borchardt und Flinders Petrie veröffentlichten Inhalte auch die Bezeichnung Kahun-Papyri tragen. Heute setzt sich immer mehr die Bezeichnung Lahunpapyri durch.

## Tempelfeste
Die Lahunpapyri aus dem Tempelarchiv nennen in ihrem Charakter als Tempeltagebücher als wichtigste Feierlichkeiten die Feste Sothis, Chenep-scha und Menchet sowie die täglichen Verpflegungsrationen, die das Tempelpersonal erhielt. Aus den Unterlagen geht hervor, dass täglich 410 verschiedene Brotsorten sowie 172 Chenep- und 63 Setjakrüge für die gleichnamigen Biere in Gebrauch waren. Die meisten Opferabrechnungen enthalten keine Zahlenangaben.
Im Tempeltagebuch ist auch das Sothis-Datum aus dem siebten Regierungsjahr des Sesostris III. für den 16. Peret IV angegeben, dem einen Tag später am 17. Peret IV das Sothis-Fest folgte. Für diesen Tag ist eine zusätzliche Lieferung von „200 verschiedenen Broten und 60 Krügen Bier“ vermerkt.

## Tempelausstattung und Tempelkult
Aus den Lahunpapyri geht hervor, dass der Tempel mit größeren Mengen von Statuen des Tempelpersonals ausgestattet war, beispielsweise zwei Tjati-Statuen sowie jeweils eine des Sieglervorstehers, des königlichen Sekretärs und anderen höchsten Beamten. Zudem sind weitere Privatstatuen bekannt.
Wie auch bei Sesostris I. wird daher ein zweifacher Kult angenommen. Einerseits wurde dem verstorbenen König geopfert, andererseits erhielt das Tempelpersonal sowie deren Angehörige in Statuenform ebenfalls Zuwendungen. Ergänzend kann von weiteren Opfergaben an die Ahnen der königlichen Familie sowie an die verstorbenen Könige ausgegangen werden.
Wahrscheinlich im Tempel, aber mit Sicherheit in dem als Sechem-Sesostris bezeichneten Gebiet befanden sich auch Tempel oder Heiligtümer des Anubis und des Sobek.